# Дјеп
Дјеп (фр. Dieppe) град је у Француској, у региону Горња Нормандија, у департману Приморска Сена.
По подацима из 1999. године број становника у месту је био 35.894, а густина насељености је износила 3.076 становника/km².
19. августа 1942, током Другог светског рата, град је био поприште неуспелог савезничког напада.
У овом граду је рођен Луј де Број, славни физичар и добитник Нобелове награде за физику.

## Географија

### Клима
| Клима (Дјеп)                | Клима (Дјеп) | Клима (Дјеп) | Клима (Дјеп) | Клима (Дјеп) | Клима (Дјеп) | Клима (Дјеп) | Клима (Дјеп) | Клима (Дјеп) | Клима (Дјеп) | Клима (Дјеп) | Клима (Дјеп) | Клима (Дјеп) | Клима (Дјеп)   |
| Показатељ \ Месец           | .Јан.        | .Феб.        | .Мар.        | .Апр.        | .Мај.        | .Јун.        | .Јул.        | .Авг.        | .Сеп.        | .Окт.        | .Нов.        | .Дец.        | .Год.          |
| --------------------------- | ------------ | ------------ | ------------ | ------------ | ------------ | ------------ | ------------ | ------------ | ------------ | ------------ | ------------ | ------------ | -------------- |
| Апсолутни максимум, °C (°F) | 16,4 (61,5)  | 19,4 (66,9)  | 23,8 (74,8)  | 27,6 (81,7)  | 32,3 (90,1)  | 34,2 (93,6)  | 34,4 (93,9)  | 36,1 (97)    | 32,4 (90,3)  | 27,4 (81,3)  | 20 (68)      | 16,4 (61,5)  | 36,1 (97)      |
| Средњи максимум, °C (°F)    | 7,4 (45,3)   | 7,8 (46)     | 10,1 (50,2)  | 13,2 (55,8)  | 15,7 (60,3)  | 18,8 (65,8)  | 20,8 (69,4)  | 21 (70)      | 19,5 (67,1)  | 15,8 (60,4)  | 11,5 (52,7)  | 7,3 (45,1)   | 14 (57)        |
| Просек, °C (°F)             | 5,2 (41,4)   | 5,3 (41,5)   | 7,1 (44,8)   | 9,8 (49,6)   | 12,5 (54,5)  | 15,7 (60,3)  | 17,6 (63,7)  | 17,7 (63,9)  | 15,8 (60,4)  | 12,3 (54,1)  | 9 (48)       | 4,9 (40,8)   | 11,1 (52)      |
| Средњи минимум, °C (°F)     | 3 (37)       | 2,9 (37,2)   | 4,2 (39,6)   | 6,3 (43,3)   | 9,4 (48,9)   | 12,5 (54,5)  | 14,4 (57,9)  | 14,4 (57,9)  | 12,2 (54)    | 9,7 (49,5)   | 6,6 (43,9)   | 2,6 (36,7)   | 8,2 (46,8)     |
| Апсолутни минимум, °C (°F)  | −16,4 (2,5)  | −16,6 (2,1)  | −9,4 (15,1)  | −3 (27)      | −1,1 (30)    | 1,8 (35,2)   | 5,8 (42,4)   | 4,6 (40,3)   | 1,2 (34,2)   | −3,3 (26,1)  | −8 (18)      | −11 (12)     | −16,6 (2,1)    |
| Количина падавина, mm (in)  | 51,4 (20,24) | 45,3 (17,83) | 45 (17,7)    | 37,6 (14,8)  | 59,3 (23,35) | 61,2 (24,09) | 66,5 (26,18) | 64,6 (25,43) | 44,4 (17,48) | 69,6 (27,4)  | 80,2 (31,57) | 73,6 (28,98) | 698,7 (275,08) |
| [ тражи се извор ]          |              |              |              |              |              |              |              |              |              |              |              |              |                |

## Демографија
| 1962.  | 1968.  | 1975.  | 1982.  | 1990.  | 1999.  | 2011.  |
| ------ | ------ | ------ | ------ | ------ | ------ | ------ |
| 30.013 | 30.016 | 39.466 | 35.957 | 35.894 | 35.894 | 31.148 |

## Партнерски градови
- Брајтон
- Лукенвалде
- Гримсби